# ×ゲーム
『×ゲーム』（バツゲーム）は、山田悠介の日本の小説。また、小説を原作とした漫画と日本映画。

## 小説
いじめをテーマとしたホラー小説である。累計50万部売り上げている。

### ストーリー
郵便局に勤務する小久保英明は、小学校の同窓会で蕪木毬子の名前を聞き嫌な記憶を思い出す。10年前クラスで流行っていた『×ゲーム』。くじを引かせてそのくじに書かれた罰ゲームを行わせるという遊びだったが、実際は蕪木毬子へのいじめのための遊びであった。さえない容姿で性格も暗かった蕪木毬子。英明は×ゲームにより毬子への“マジ告白”をする羽目になったのだ。そして10年後の今、告白を信じ込み英明のストーカーとなった蕪木毬子が現れた。毬子はかつての担任教師やクラスメイトをいじめの復讐として惨殺する。さらに、毬子は英明の恋人の明神理香子に嫉妬して理香子を拉致してくじを引かせる。『×ゲーム』である。さらに、毬子は英明にもくじを引かせるのだ。

### 登場人物
小久保英明
本作の主人公。
小学生時代の遊び『×ゲーム』がきっかけで蕪木鞠子につきまとわれる事になる。
蕪木毬子
さえない容姿で暗い性格の女性。
小学生時代に受けたいじめの復讐と英明への歪んだ愛情表現を企てる。
明神理香子
英明の恋人。
蕪木毬子によって拉致される。
森野悟志
英明の小学校時代の担任教師。
蕪木毬子によって殺される。
新庄剛司
英明の小学校時代の同級生。
蕪木毬子によって身体をバラバラに切り刻まれる。
吉池哲也
英明の小学校時代の同級生。
蕪木毬子の襲撃に遭う。
石松正
英明の小学校時代の同級生。
蕪木毬子の襲撃に遭う。しかしそれは見せかけであり実際は蕪木のスパイで、彼女を陰から支援していた。
チエ
英明のメル友。
実は蕪木毬子が名乗っていた架空の人物。
イズミ
英明のメル友。
チエ同様蕪木毬子が名乗っていた架空の人物。

### 刊行情報
- 単行本：幻冬舎　2004年8月発行、ISBN 978-4344006638
- 文庫版：幻冬舎〈幻冬舎文庫〉　2007年8月発行、ISBN 978-4344410022
- 電子書籍：幻冬舎　2010年10月1日発行

## 漫画
2007年3月24日に横山仁作画で漫画化されている。同作者の『パズル』同様、小説とは違う結末となっている。

### 単行本
- B6判：バーズコミックススペシャル　2007年3月24日発売、ISBN 978-4344809512
- 廉価版：『×ゲーム 山田悠介REMIX (3)』バーズコミックスリミックス　2012年1月24日発売、ISBN 978-4344824072

## 映画
『×ゲーム』（バツゲーム）は、山田悠介原作小説を原案にオリジナルの脚本でアレンジを加えたハードサスペンス映画。シネマート新宿他全国27スクリーンでロードショー。監督は福田陽平。主演は荒木宏文。PG-12のレイティングで公開された。
キャッチコピーは「あなたは 一番嫌いなあいつに どんな罰ゲームをさせますか?」。「これを観るのも"罰ゲーム"」。

### ストーリー（映画第1作）
不審な死亡事故や自殺事件が続いていた。大学の講義で、これらはいじめを受けた者の関係者による復讐であり、いじめに対して罰を与える組織があるという噂を耳にする小久保英明。ある日、小学校時代の担任教師の自殺を知らされた英明は、恋人の明神理香子と奇妙なDVDを観る。そこにはその担任教師らしき男性の顔面に×の焼き印が押される映像と謎の女の姿が記録されていた。画像解析をしてくれた小学校時代の同級生の石松正の言葉で、いじめられっ子・蕪木毬子の事を思い出す英明。12年前、英明は蕪木毬子をいじめからかばっていた記憶がある。蕪木毬子を犯人と疑う英明だったが、謎の集団に拉致されてしまう。目を覚ますとそこは小学校の教室で、小学校時代の同級生、新庄剛・小泉智絵・吉池哲也も拉致されていた。四人は子供の頃に蕪木毬子が受けていた『×ゲーム』の内容をさらに残忍にした×ゲームを強制される。しかも、3分以内に×ゲームを執行しない場合は、四人のうちの誰かに×の焼き印が押されるのだ。×ゲームを行い、焼き印を押されるうちに徐々に狂ってゆく剛・智恵・哲也。しかし、なぜか英明だけは焼き印を免れていた。拉致されていた小学校で理香子と再会して脱出した英明だったが、実は理香子こそ成長した蕪木毬子だった。理香子の言葉によって最も残酷な形で蕪木毬子いじめを行っていた事を思い出す英明。×ゲーム13番「死の宣告」。それは「ずっと守ってあげるから」と毬子に優しいふりをする幼い英明の嘘であった。英明に罰を下した毬子は組織の指令により次の告発リストの「いじめっ子」の元へ向かう。いじめを行った事に対する罰を与えるために。

### キャスト
- 小久保英明 - 荒木宏文（D-BOYS）（幼少期：水田吏維也）
- 明神理香子 - 菊地あやか（AKB48・渡り廊下走り隊）
- 小泉智絵 - 仲川遥香（AKB48・渡り廊下走り隊）（幼少期：那須野沙奈）
- 石松正 - 三上真史（D-BOYS）
- 新庄剛 - 千代将太（幼少期：兼平吏玖）
- 吉池哲也 - 加藤翔（幼少期：高井龍聖）
- 蕪木毬子 - （幼少期：竹内海羽）
- 篠原洋子 - 林未紀
- 森野（先生） - 石野敦士
- 室田（刑事） - 相島一之
- 赤間（教授） - 鶴見辰吾

### スタッフ
- 原作 - 山田悠介
- 脚本 - 安里麻里、南川要一
- 監督 - 福田陽平
- 主題歌 - +Plus「Birth」[3]
- プロデュース - 高口聖世巨、上野境介、平野貴之
- 製作 - ジョリー・ロジャー、ハピネット、東京服飾専門学校
- 配給 - ジョリー・ロジャー

### 映画に登場する×ゲーム
| くじ | ×ゲームの名称        | 毬子が受けた×ゲーム                                                                        | 拉致×ゲームでの執行内容                                                                    | 執行された人物                                                                             | 執行失敗の ×焼き印                                                                         |
| ---- | -------------------- | ------------------------------------------------------------------------------------------ | ------------------------------------------------------------------------------------------ | ------------------------------------------------------------------------------------------ | ------------------------------------------------------------------------------------------ |
| 1番  | 鉛筆ギロチンの刑     | 広げた手の指の間を鉛筆で連続100回突かれる                                                  | 鉛筆ではなく千枚通しを使用                                                                 | 智絵                                                                                       | 智絵                                                                                       |
| 2番  | 牛乳イッキの刑       | ビン牛乳を無理やり一気飲みさせられる                                                       | 何リットルもの牛乳を漏斗を使って口に注ぎ込まれる                                           | 剛                                                                                         | 剛                                                                                         |
| 3番  | スーパーしっぺの刑   | 曲げた定規で腕をしっぺされる                                                               | 鉄バネの付いた“しっぺ指棒”で腕にしっぺ                                                     | 英明                                                                                       | -                                                                                          |
| 4番  | 洗たくバサミの刑     | 洗濯バサミでつままれる                                                                     | 鋤のような鉄バサミで挟んで腕の肉をちぎられる                                               | 英明                                                                                       | 哲也                                                                                       |
| 5番  | あつあつ雑巾の刑     | ※1 くじを引き当てたカットのみ。執行シーン無し                                              | ※1 くじを引き当てたカットのみ。執行シーン無し                                              | ※1 くじを引き当てたカットのみ。執行シーン無し                                              | ※2                                                                                         |
| 6番  | チリチリボンバーの刑 | ライターで髪の毛を燃やされる                                                               | ライターが改造されており、炎が巨大                                                         | 智絵                                                                                       | 智絵                                                                                       |
| 7番  | 全裸の刑             | ※1                                                                                         | ※1                                                                                         | ※1                                                                                         | ※2                                                                                         |
| 8番  | 落書きの刑           | ※3 名前のみ登場                                                                            | ※3 名前のみ登場                                                                            | ※3 名前のみ登場                                                                            | ※3 名前のみ登場                                                                            |
| 9番  | スイカ割りの刑       | ※1                                                                                         | ※1                                                                                         | ※1                                                                                         | ※2                                                                                         |
| 10番 | 給食の刑             | 給食にごみを振りかけられる                                                                 | 蛆虫の混ざった給食を食べさせられる                                                         | 哲也                                                                                       | -                                                                                          |
| 11番 | 人間射的の刑         | ※3                                                                                         | ※3                                                                                         | ※3                                                                                         | ※3                                                                                         |
| 12番 | 画びょうの刑         | 画鋲を撒いた椅子に座らされる                                                               | 鉄の棘が突き出した椅子に座らされる                                                         | 英明                                                                                       | -                                                                                          |
| 13番 | 死刑                 | 13番を引いたらゲーム終了                                                                   | 絞首刑                                                                                     | 英明                                                                                       | -                                                                                          |
| 13番 | 死の宣告             | 毬子への｢死の宣告｣（ストーリー参照）。そして、次のいじめ対象者の指名。英明は正を指名した。 | 毬子への｢死の宣告｣（ストーリー参照）。そして、次のいじめ対象者の指名。英明は正を指名した。 | 毬子への｢死の宣告｣（ストーリー参照）。そして、次のいじめ対象者の指名。英明は正を指名した。 | 毬子への｢死の宣告｣（ストーリー参照）。そして、次のいじめ対象者の指名。英明は正を指名した。 |

### 予告編
予告編では×ゲーム12番・2番・10番・6番・1番・3番・13番という順番で執行シーンを見せている。
海外版予告編では、×ゲーム12番・1番・4番・10番・3番・13番という順番で執行シーンを見せている。また、剛が智絵を撲殺するシーンや理香子（毬子）が英明を切り裂くイメージシーンなど中盤から終盤の内容を予告編の段階で見せている。

## 映画第2作
『×ゲーム2』（バツゲーム2）は、同名小説（『×ゲーム』）を原案とした2012年4月21日公開のホラー・サスペンス映画。シリーズ第2弾。監督は山田雅史。主演は多田愛佳。なお、平嶋夏海は公開前にAKB48および渡り廊下走り隊7から脱退している。
キャッチコピーは「史上最狂の罰ゲーム」。
いじめの復讐のための組織、学校への拉致、理不尽な×ゲーム、×の焼きごてなど設定上の共通点はあるが、1作目と2作目は登場人物などの共通点はない。ストーリーは続編ではなく、映画1作目の設定をベースとした別な物語である。

### ストーリー（映画第2作）
女子高生の佐伯美鈴は、とある学校の教室で目が覚める。そこには他に4人の男女が拉致されていた。そこで5人は“授業”と称される問題への解答と理不尽な×ゲームを強いられる。
一方、週刊誌編集者の尾藤は、編集長からイジメの復讐を代行する組織についての取材を命じられる。気乗りのしない尾藤だったが、過去に自分の書いた記事の関係者がこの事件に巻き込まれ失踪していることを知る。それは美鈴だった。尾藤は贖罪の意識から美鈴の行方を求め奔走するが、次第に事件の深みにはまっていく。

### キャスト（映画第2作）
- 佐伯美鈴（女子学生） - 多田愛佳（AKB48・渡り廊下走り隊7）（幼少期：篠崎瑠侑）
- 萩原裕子（ネイリスト） - 平嶋夏海
- 尾藤正彦（週刊誌編集マン） - ユキリョウイチ
- 佐伯慶子 - 朝加真由美
- 山内朔太郎 - 菊池均也
- 山内涼子 - 瀬戸カトリーヌ
- 木下孝夫（刑事） - 名高達男
- 村上知加子（PTA役員） - 滝佳保子
- 薮田秋司（野蛮な男） - 白石朋也
- 田島新太郎（ニート） - 市川悟
- 新任編集長 - 千葉ペイトン
- 尾藤の後輩 - 重山邦輝

### スタッフ（映画第2作）
- 原案 - 山田悠介（『×ゲーム』）
- 脚本 - 赤松義正
- 監督 - 山田雅史
- 主題歌 - ν[NEU]「Restless Love」[6]
- 撮影 - 早坂伸
- 音楽 - 佐藤和郎
- 製作 - 「×ゲーム2」フィルムパートナーズ

### 映画2作目に登場する×ゲーム
| 時限    | 教科 | ×ゲーム                      | 追加条件                                                                     | 課せられた 人物 | 失敗の 罰の ×焼きごて |
| ------- | ---- | ---------------------------- | ---------------------------------------------------------------------------- | --------------- | --------------------- |
| 1時限目 | 算数 | バケツを持って立っていなさい | 重りが非常に重い。バケツの底に棘が付いている                                 | 薮田            | 村上                  |
| 2時限目 | 国語 | 漢字書き取りをしなさい       | 「美」という文字1文字だが、筆記用具がない。 鉛筆削りで指を削って血文字で書く | 萩原            | -                     |
| 3時限目 | 音楽 | げんこつ                     | ブランコ状に吊された金属の拳が顔面に当たる                                   | 薮田            | -                     |
| 4時限目 | 理科 | 飼育ケースの掃除をしなさい   | 箱の中にゴキブリが詰まっている                                               | 村上            | 荻原                  |
| 5時限目 | 体育 | 校庭を走りなさい             | 高速ランニングマシーン。後方に棘                                             | 田島            | 村上                  |
| 6時限目 | 社会 | 正座をしていなさい           | 三角に尖った突起が何列も並んだ上に正座。 頭上に重りが落ちる                  | 村上            | 佐伯                  |